# Taxadho
Taxadho es una localidad de México localizada en el municipio de Ixmiquilpan en el estado de Hidalgo.

## Toponimia
Del idioma otomí; taxi, blanco, do, piedra: “Piedra blanca”.

## Geografía
Se encuentra en la región geográfica del Valle del Mezquital. A la localidad le corresponden las coordenadas geográficas 20° 26’ 02.172” de latitud norte y 99° 08’ 58.27” de longitud oeste, con una altitud de 1799 m s. n. m. Cuenta con un clima semiseco templado.
En cuanto a fisiografía se encuentra en la provincia del Eje Neovolcánico, dentro de la subprovincia de Llanuras y Sierras de Querétaro e Hidalgo; su terreno es de sierra y lomerío. En lo que respecta a la hidrografía se encuentra posicionado en la región del Pánuco, dentro de la cuenca del río Moctezuma, en la subcuenca del río Tula.

## Demografía
En 2020 registró una población de 1639 personas, lo que corresponde al 1.66 % de la población municipal. De los cuales 786 son hombres y 853 son mujeres.
| Gráfica de evolución demográfica de Taxadho entre 1970 y 2020 |
|                                                               |
| Población registrada por los censos y conteos del INEGI.      |